# Zastup (partito politico)
L'Unione Pan-Ucraina Agraria "Vanga" (in ucraino Всеукраїнське Аграрне Об'єднання "Заступ", Vseukraïns'ke Ahrarne Ob'jednannja "Zastup"), meglio nota come Zastup, è un partito politico agrario dell'Ucraina, fondato nel 2014.
Alle elezioni del 2014 Zastup ha ottenuto il 2,7% dei voti, conquistando un seggio alla Verchovna Rada nella parte maggioritaria.

## Risultati elettorali
| Elezione          | Voti    | %    | Seggi   |
| ----------------- | ------- | ---- | ------- |
| Parlamentari 2014 | 418.301 | 2,66 | 1 / 450 |